# Cricket internazionale nel 1899
La stagione internazionale di cricket del 1899 si è disputata dall'aprile del 1899 a settembre 1899. La stagione ha succeduto quella del 1898-1899 e preceduto quella del 1900

## Sommario
| Tour internazionali           | Tour internazionali | Tour internazionali | Tour internazionali | Tour internazionali | Tour internazionali | Tour internazionali |
| Data                          | Squadra di casa     | Squadra ospite      | Risultato [Partite] | Risultato [Partite] | Risultato [Partite] | Risultato [Partite] |
| Data                          | Squadra di casa     | Squadra ospite      | Test                | ODI                 | FC                  | LA                  |
| ----------------------------- | ------------------- | ------------------- | ------------------- | ------------------- | ------------------- | ------------------- |
| Australia in Inghilterra      | Inghilterra         | Australia           | 0–1 [5]             | —                   | —                   | —                   |
| Odd Fishes nei Paesi Bassi    | Paesi Bassi         | Inghilterra         | —                   | —                   | 1–1 [2]             | 0–2 [2]             |
| Inghilterra negli Stati Uniti | Philadelphia        | Inghilterra         | —                   | —                   | 0–2 [2]             | —                   |

## Luglio

### Australia in Inghilterra
| Test No: 60 | 1–3 giugno       | W. G. Grace     | Joe Darling | Trent Bridge, Nottingham                | Partita patta           |
| Test No: 61 | 15–17 giugno     | Archie MacLaren | Joe Darling | The Oval, Londra                        | Australia di 10 wickets |
| Test No: 62 | 29 June–1 luglio | Archie MacLaren | Joe Darling | Headingley Cricket Ground, Leeds        | Partita patta           |
| Test No: 63 | 17–19 luglio     | Archie MacLaren | Joe Darling | Old Trafford Cricket Ground, Manchester | Partita patta           |
| Test No: 64 | 14–16 luglio     | Archie MacLaren | Joe Darling | Kennington Oval, Londra                 | Partita patta           |